# The Legend of Heroes: Trails in the Sky
The Legend of Heroes: Trails in the Sky (英雄伝説VI 空の軌跡?, Eiyū densetsu VI: Sora no kiseki) è un videogioco di ruolo del 2004 sviluppato e pubblicato da Nihon Falcom per Microsoft Windows. Sesto titolo della serie The Legend of Heroes, è stato convertito nel 2006 per PlayStation Portable. In Giappone sono state pubblicate riedizioni del gioco per PlayStation 3 e PlayStation Vita.
Il gioco è il primo capitolo di una trilogia che comprende i seguiti The Legend of Heroes: Trails in the Sky SC e The Legend of Heroes: Trails in the Sky the 3rd. Dal titolo sono stati tratti due OAV.
Nell'agosto 2024 è stato annunciato un remake del videogioco per Nintendo Switch, PlayStation 5 e PC previsto per il 2025.

## Accoglienza
La rivista Play Generation lo classificò come il quarto migliore titolo per PSP del 2011. La stessa testata diede al gioco un punteggio di 85/100, trovandolo un GdR intenso e profondo, con un'estetica molto curata, un interessante sistema di gioco e un'ottima trama.